# ТУИ Арена
ТУИ Арена (нем. TUI Arena) — спортивный комплекс в городе Ганновер в Германии. До 2004 года известный как Пройссаг-арена (нем. Preussag Arena) Комплекс построен в 2000 году. Вместимость 14 000, для хоккейных матчей арена рассчитана на 10 767 человек. Одна из площадок Экспо-2000
Домашний стадион хоккейного клуба Ганновер Скорпионс.
В 2001 году на арене проходили матчи чемпионата мира по хоккею с шайбой.
C 2000 по 2007 проводился Кубок Германии по хоккею (нем. Deutschland Cup).